# Pfarrkirche Attnang

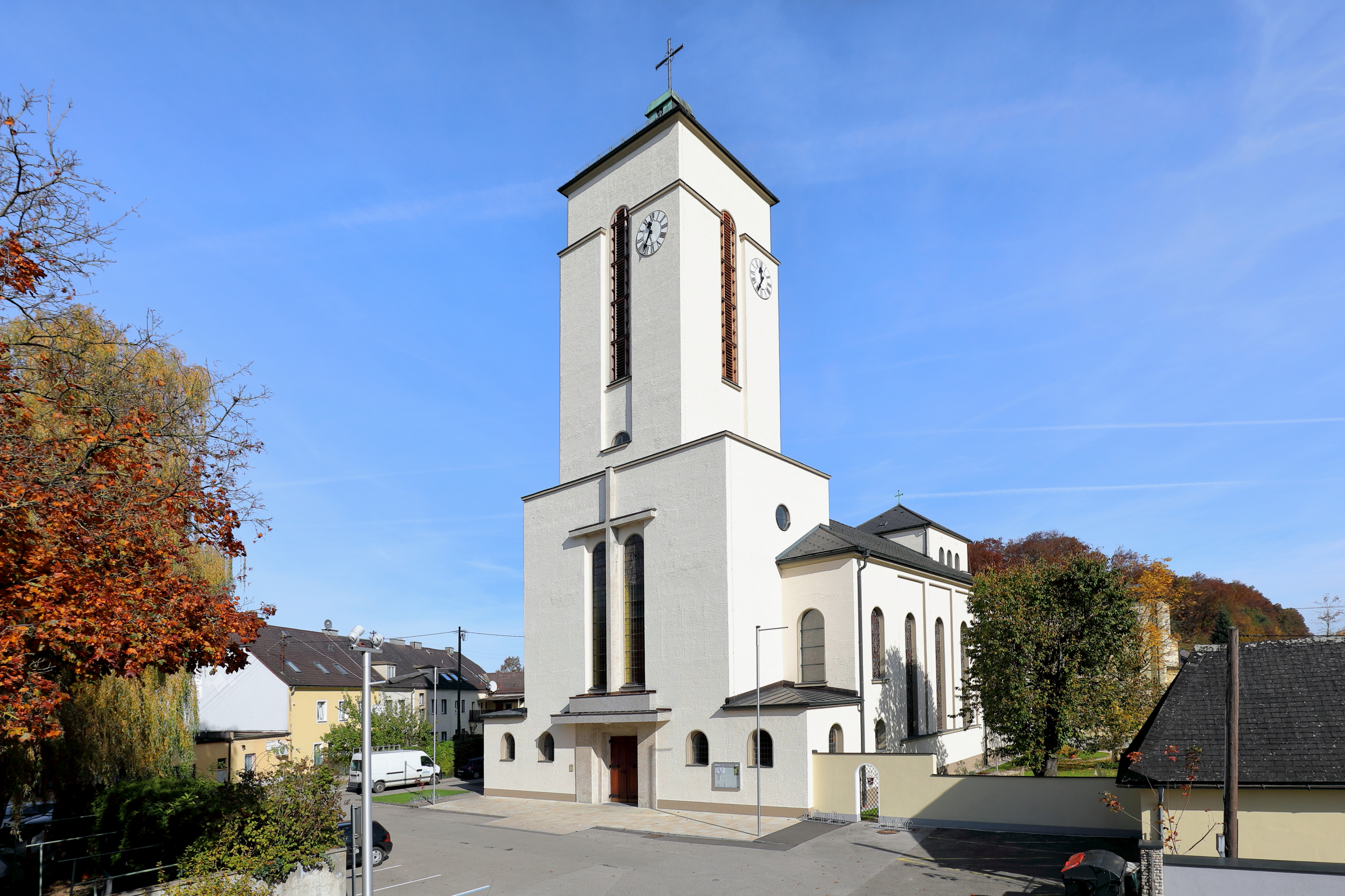
Kath. Pfarrkirche Hl. Geist in Attnang

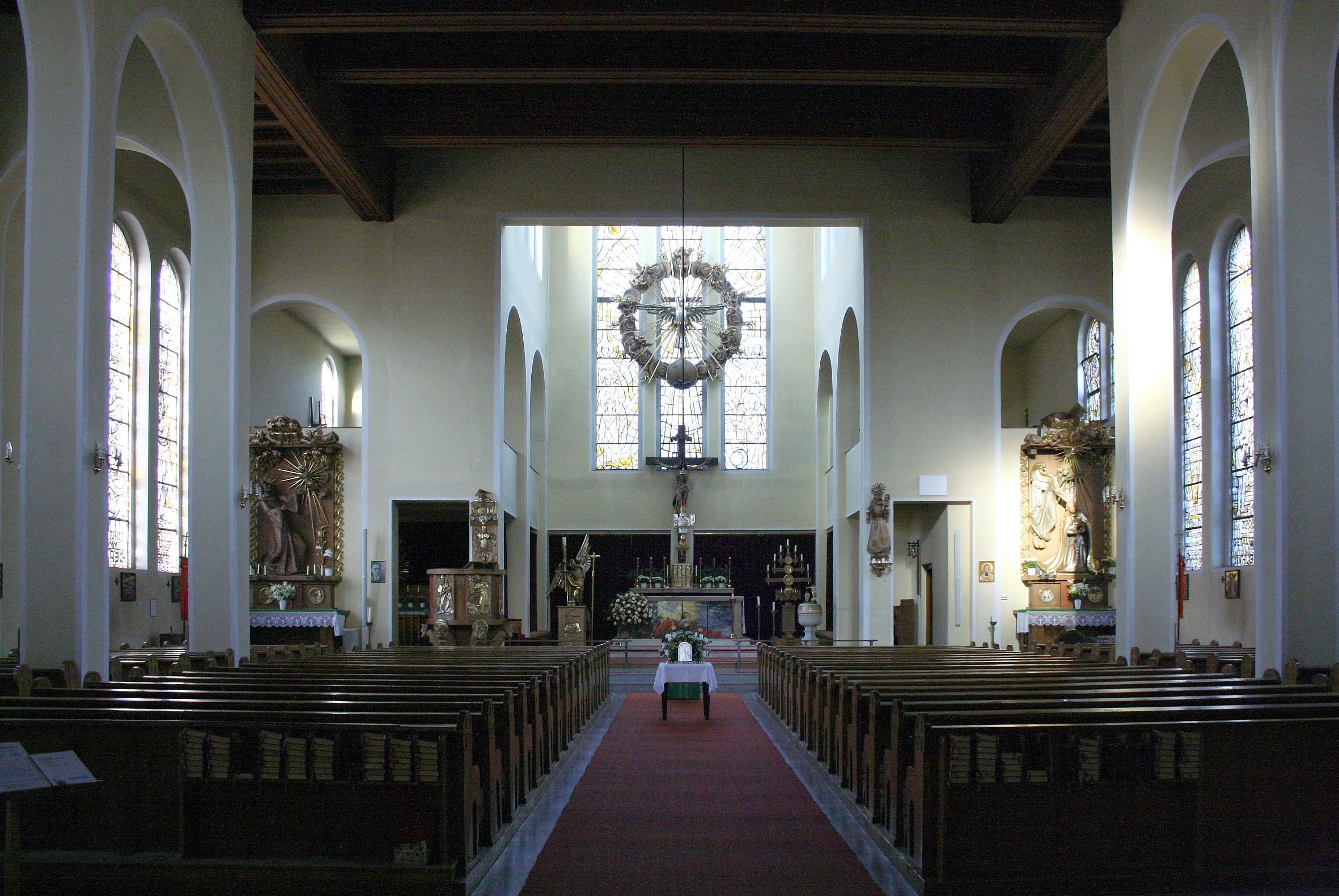
Innenansicht Richtung Hochaltar

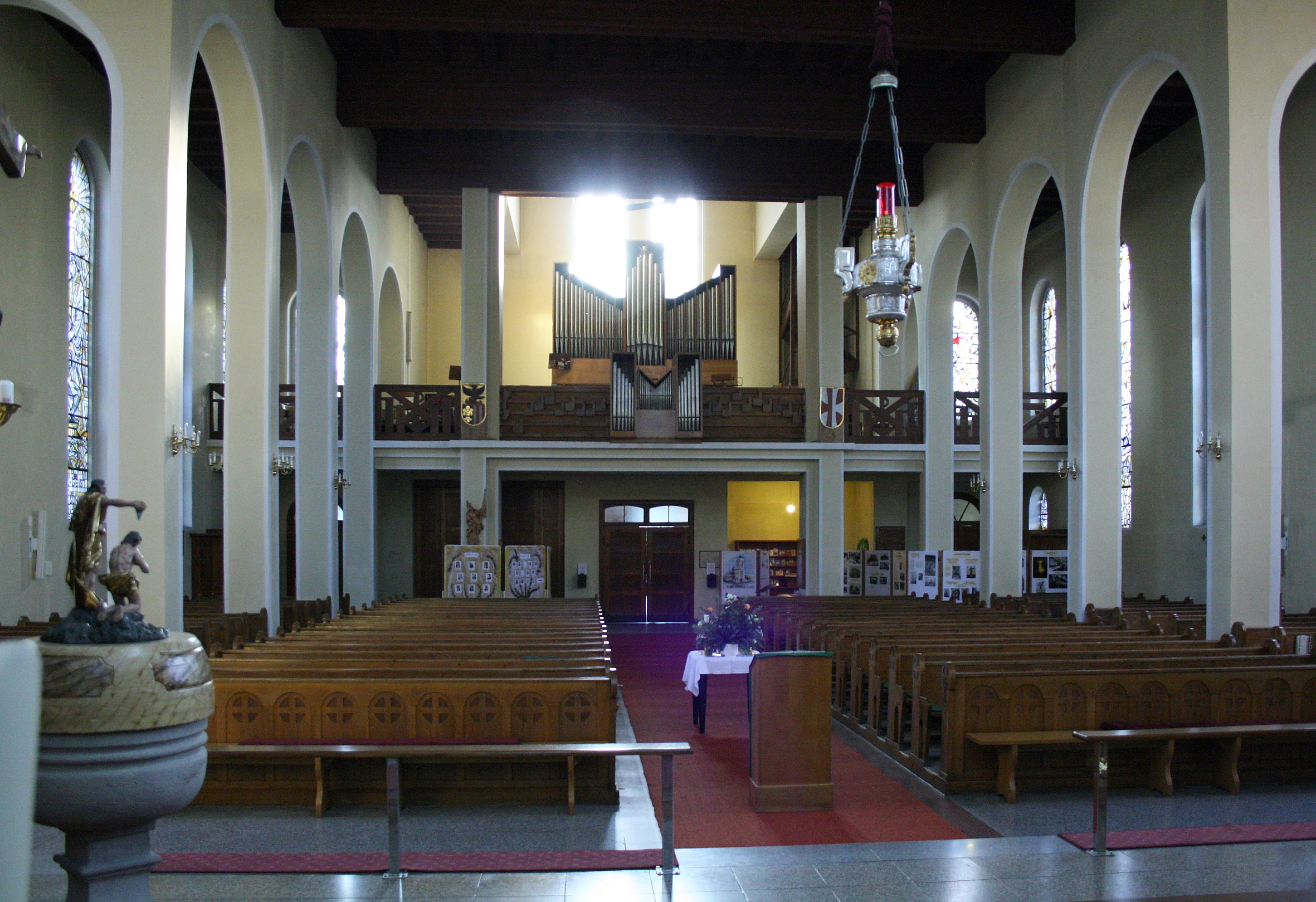
Innenansicht Richtung Orgelempore

Die Pfarrkirche Attnang steht im Ortsteil Attnang in der Gemeinde Attnang-Puchheim in Oberösterreich. Die römisch-katholische Pfarrkirche Hl. Geist gehört zum Dekanat Schwanenstadt in der Diözese Linz. Die Kirche steht unter Denkmalschutz (Listeneintrag).

## Geschichte
Aufgrund des starken Bevölkerungswachstums des Ortes in der Zwischenkriegszeit wurde die alte Pfarrkirche (heute Filialkirche Alt-Attnang) zu klein. Außerdem wurde in der Nähe des Bahnhofs Attnang-Puchheim ein neues Ortszentrum geschaffen. Die Kirche wurde von 1935 bis 1951 mit kriegsbedingter Unterbrechung und Bombenschäden nach den Plänen des Architekten Hans Feichtlbauer erbaut und am 9. September 1951 mit Prälat Leopold Hager geweiht.

## Architektur
Der dreischiffige Kirchenbau hat ein überhöhtes Chorquadrat und einen Westturm.

## Ausstattung
Der Großteil der Innen-Ausstattung in moderner Form, aber aus einem Guss, stammt aus der Bildhauerwerkstätte Klothilde Rauch aus Altmünster. Den Mittelpunkt über dem Hochaltar bildet ein Kruzifix von Bildhauer Franz Forster aus St. Florian, die sich dem Stil der Inneneinrichtung anpassenden Glasfenster stammen von der Wiener Firma Greyling und gehen auf Entwürfe der Wiener Malerin Lucia Jirgal zurück. Die große und schöne Weihnachtskrippe ist ein Werk von F. Binder (Figuren) und N. Stüger (Landschaft) aus Steinkogl bei Ebensee.
Weiters verfügt die Kirche über eine 1965 gestaltete Fatimakapelle.